# Barb Wire
Barb Wire è un personaggio dei fumetti della Comics' Greatest World, un'etichetta della Dark Horse. Fu protagonista di una serie regolare durata 9 numeri dal 1994 al 1995, seguita da una miniserie nel 1998.

## Biografia del personaggio
Barb Wire, il cui vero nome è Barbara Kopetski, è una cacciatrice di taglie e proprietaria del locale notturno "Hammerhead" nella città immaginaria di Steel Harbor, una città industriale in declino, dove la criminalità è in aumento. Dopo aver lasciato la città per un periodo, ritorna come cacciatrice di taglie esperta, assumendo l'identità di Barb Wire. Gestisce il "Hammerhead" e continua la sua attività di cacciatrice di taglie, collaborando con la polizia locale e con il garante delle cauzioni Thomas Crashell.

## Pubblicazioni
Serie regolare
- 1: John Arcudi (testi), Lee Moder (disegni), Ande Parks (chine)
- 2–3: Arcudi (testi), Dan Lawlis (disegni), Parks (chine)
- 4–5: Arcudi (testi), Lawlis (disegni), Ian Akin (chine)
- 6–7: Arcudi(testi), Mike Manley (disegni), Parks (chine)
- 8: Arcudi (testi), Andrew Robinson (disegni), Jim Royal (chine)
- 9: Anina Bennett e Paul Guinan (testi), Robert Walker (disegni), Royal (chine)

Ace of Spades (miniserie)
1–4: Chris Warner (testi e disegni), Tim Bradstreet (chine)

## Altri media
Il fumetto è stato adattato in un film del 1996 dal titolo Barb Wire, con Pamela Anderson come protagonista. Il film fu stroncato dalla critica e dai fan, ma nel tempo ha acquisito uno status di cult. Nonostante il budget di 9 milioni di dollari, ha incassato solo 3,8 milioni al botteghino.

## Elenco note
1. ↑  (EN) Barb Wire (Character), su Comic Vine. URL consultato il 21 novembre 2024.
2. ↑   Barb Wire, su Box Office Mojo. URL consultato il 21 novembre 2024.